# Diocesi di Vada
La diocesi di Vada (in latino Dioecesis Vadensis) è una sede soppressa e sede titolare della Chiesa cattolica.

## Storia
Vada, identificabile con le rovine di Henchir-Metkidès o di Tasbent nell'odierna Algeria, è un'antica sede episcopale della provincia romana di Numidia.
Secondo le liste episcopali del 484, anno in cui il re vandalo Unerico convocò tutti i vescovi a Cartagine, esistevano due episcopi Vadensis, Rufiniano e Proficio. Uno di questi vescovi apparteneva certamente a Vada, l'altro probabilmente all'altra sede episcopale numidiana che nelle liste appare con il nome di Badae.
Dal 1928 Vada è annoverata tra le sedi vescovili titolari della Chiesa cattolica; dal 4 marzo 2006 il vescovo titolare è George Beluso Rimando, vescovo ausiliare di Davao.

## Cronotassi

### Vescovi
- Rufiniano o Proficio † (menzionato nel 484)

### Vescovi titolari
- Augustin-Marie Tardieu, M.E.P. † (19 dicembre 1929 - 12 dicembre 1942 deceduto)
- Anthony Jordan, O.M.I. † (22 giugno 1945 - 17 aprile 1955 nominato arcivescovo titolare di Silio e coadiutore di Edmonton)
- Longinus Gabriel Pereira † (5 maggio 1955 - 19 dicembre 2004 deceduto)
- George Beluso Rimando, dal 4 marzo 2006